# Calafat
Calafat város Romániában, Dolj megyében. 2002-ben 18 890 lakosa volt.

## Földrajz
Dolj megye délnyugati csücskében, a Duna bal partján fekszik, 35 méteres tengerszint feletti magasságon. Közigazgatásilag hozzá tartoznak Basarabi, Golenți és Ciupercenii Vechi falvak is. A Duna túlsó partján Vidin bulgáriai város helyezkedik el.

## Történelem
A várost a 14. században genovai telepesek alapították, akik nagyszámú hajójavító munkást alkalmaztak. Ezeknek a neve „calfat” volt, így a város az iparosokról kapta a nevét. 1854-ben az Ahmed pasa által vezetett török hadsereg itt győzte le az orosz cári sereget.

## Népesség
1900-ban a lakosság száma 7113 fő volt, 2000-re ez 21 227-re emelkedett.

## Közlekedés
A Duna fölött átívelő Vidin–Calafat hidat 2013-ban adták át.